# Coprinopsis verticillata
Coprinopsis verticillata är en svampart som först beskrevs av Schulz-Wedd., och fick sitt nu gällande namn av Redhead, Vilgalys & Moncalvo 2001. Coprinopsis verticillata ingår i släktet Coprinopsis och familjen Psathyrellaceae.   Inga underarter finns listade i Catalogue of Life.